# Karangrejo (Gumuk Mas)
Karangrejo is een bestuurslaag in het regentschap Jember van de provincie Oost-Java, Indonesië. Karangrejo telt 10.178 inwoners (volkstelling 2010).